# Joan Gamper
Joan Gamper (tudi Joan Kamper, Hans Gamper, Johannes Gamper in Hans Kamper), švicarski nogometaš in poslovnež, * 22. november 1877, † 30. julij 1930.
Gamper je bil švicarski nogometni pionir. Bil je pobudnik za ustanovitev več španskih in švicarskih nogometnih klubov, med njimi sta najbolj znana FC Basel in FC Barcelona.